# Joanne Woollard
Joanne Woollard (-Fulham, Londres, 27 de febrero de 2015) fue una directora artística y de escenografía británica. Fue nominada en dos ocasiones a los Premios Óscar en la categoría de Mejor diseño de producción: por la película Esperanza y gloria en 1988 y por Gravity en 2013.

## Filmografía
- Esperanza y gloria (Hope and glory) (1987)
- Erik el vikingo (Erik the Viking) (1989)
- Hackers (Piratas informáticos) (1995)
- 101 dálmatas (¡Más vivos que nunca!) (101 Dalmatians) (1996)
- El fin del romance (The End of the Affair) (1999)
- 102 dálmatas (102 Dalmatians) (2000)
- Thunderbirds (2004)
- Gravity (2013)

## Premios y distinciones
Premios Óscar
| Año  | Categoría                  | Película           | Resultado |
| ---- | -------------------------- | ------------------ | --------- |
| 1988 | Mejor dirección artística  | Esperanza y gloria | Nominada  |
| 2014 | Mejor diseño de producción | Gravity            | Nominada  |